# John Braithwaite
John Braithwaite (1700? – 1768?) foi um escritor inglês que é conhecido sobretudo pela sua obra “The History of the Revolutions in the Empire of Morocco upon the Death of the late Emperor Muley Ishmael” ("A História das Revoluções no Império de Marrocos após a Morte do defunto Imperador Mulei Ismail"), publicada em 1729 e traduzida no mesmo ano em holandês, em alemão no ano seguinte e em francês em 1731.
No prefácio desse livro Braithwaite descreve-se a si próprio como estando ao serviço da "Companhia Africana" e antes ter servido na marinha durante o reinado de Ana da Grã-Bretanha, ter sido tenente nos Royal Welch Fusiliers, alferes na Guarda Real e secretário do seu parente Christian Cole, o embaixador residente em Veneza, com quem viajou pela Europa.
Ainda segundo o próprio, fez parte das expedições a Santa Lúcia e São Vicente, nas Antilhas e esteve no  cerco de Gibraltar de 1727. Daí foi para Marrocos e juntou-se ao cônsul-geral John Russel na sua expedição pelos domínios do imperador marroquino. São as experiências vividas nessa expedição que ele relata no seu livro. A narrativa, em forma de diário, estende-se de julho de 1727 a fevereiro de 1728.
Há duas menções a um capitão Braithwaite no jornal oficial London Gazette, uma de 1749, referente à nomeação para comandar a chalupa Peggy, e outra de 1761 para comandar o navio Shannon. Em fevereiro de 1768, alguém de nome John Braithwaite foi retirado do cargo de secretário do governo de Gibraltar, mas não há a certeza de ser o mesmo indivíduo.